# Gérard Petipas
Pour l’article homonyme, voir Petipas.
Cet article possède un paronyme, voir Gérard Pettipas.
Gérard Petipas est un navigateur et organisateur de course au large né le 23 novembre 1939 à Granville.

## Biographie
Capitaine au long cours, il navigue à la Compagnie générale transatlantique et pendant ses congés pratique la course au large. Au début des années 1960, il rencontre Éric Tabarly et va pendant 15 ans être le navigateur attitré des Pen Duick. La société Pen Duick est créée en 1973 ainsi que les Editions du Pen Duick, il en assurera la présidence pendant trente ans. Vice-président fondateur de l'Union Nationale pour la Course au Large (UNCL), vice-président du Yacht Club de France, président pendant 10 ans de la Forum International de la Course Océanique (FICO), il crée et organise de grandes courses au large, la Transat Lorient-les Bermudes-Lorient, la Course de l'Europe, le Challenge Mondial Assistance, la Transat Jacques Vabre.
Aujourd'hui en retraite, il est président de l'association Éric Tabarly créée à la disparition du navigateur et est à l'origine de la cité de la voile Éric Tabarly à Lorient. Administrateur de l'Institut français de la mer, il continue à vivre sa passion pour la mer, la voile et la course au large.

## Ouvrages
- Le Sextant, éditions du Pen Duick, 1988
- Marin, éditions Arthaud, mai 2023 (préface d’Olivier de Kersauson)

## Distinctions
- Chevalier de l'ordre du Mérite maritime (1987)[2],[3].